# Angerona dimidiata
Angerona dimidiata är en fjärilsart som beskrevs av Fabricius 1775. Angerona dimidiata ingår i släktet Angerona och familjen mätare. Inga underarter finns listade i Catalogue of Life.